# Kopparmikromossa
Kopparmikromossa (Cephaloziella massalongi) är en levermossart som först beskrevs av Richard Spruce, och fick sitt nu gällande namn av K. Müll.. Kopparmikromossa ingår i släktet mikromossor, och familjen Cephaloziellaceae. Enligt den finländska rödlistan är arten akut hotad i Finland. Enligt den svenska rödlistan är arten otillräckligt studerad i Sverige. Arten förekommer i Götaland, Svealand, Nedre Norrland och Övre Norrland. Artens livsmiljö är kalkstensklippor och kalkbrott.